# سیسکو
سیسکو (به انگلیسی: SYSCO) یک شرکت چندملیتی آمریکایی است که بزرگ‌ترین شرکت پخش‌کننده موادغذایی در آمریکای شمالی است. این کورپوریشن به پخش مواد خوراکی یخ‌زده، انواع غذاهای کنسروی و خشک، گوشت تازه و محصولات غذایی تازه، می‌پردازد.
افزون بر این، شرکت سیسکو، تأمین مواد غیرغذایی شامل، دستمال‌سفره‌های یکبارمصرف، ظروف و فنجان‌ها، وسایل سفره، پخت‌افزار (وسایل آشپزخانه) و نیز تجهیزات رستوران، آشپزخانه و خدمات نظافتی را برعهده دارد.